# INSPAI
INSPAI, marca d'identificació del Centre de la Imatge de la Diputació de Girona, és un arxiu fotogràfic, amb més d'un milió d'imatges, reunit a l’Arxiu d'Imatges Emili Massanas i Burcet (AIEMB) que incorpora tant els fons propis de la Diputació de Girona com de fotògrafs professionals i col·leccions particulars. A més, el Centre de Documentació Fotogràfica i Audiovisual està especialitzat en la documentació sobre la fotografia i les arts audiovisuals. En l'àmbit de promoció de la fotografia contemporània i experimental, el Centre organitza la Biennal Internacional de Fotografia, i publica Quaderns de Fotografia.
Com a centre adscrit a l'Àrea de Cultura i Acció Social de la Diputació, dona assistència tècnica i de gestió als municipis per a la preservació del patrimoni fotogràfic dels ens locals.
Els fons del Centre són un referent per la fotografia de premsa de les comarques gironines, a més de fotografia institucional i patrimonial que recull la història de la província des del 1870 i la història de la fotografia gironina.

## Història
L'any 1993 es va constituir l'Arxiu d'Imatges dedicat a la memòria del fotògraf Emili Massanas i Burcet. L'objectiu era organitzar el patrimoni fotogràfic de la Diputació i acollir la col·lecció pròpia d'Emili Massanas a més d'altres dipòsits que s'hi poguessin afegir.
A partir de l'any 1985, les imatges generades pels diferents departaments de la Diputació, en l'exercici de les seves funcions, en van anar aplegant a l'Arxiu General de la Diputació. Es van començar els primers treballs de descripció i classificació. Al mateix temps, es donava suport al treball d'inventari dels arxius patrimonials dels municipis.
Amb la creació de l'AIEMB es van anar incorporant fons particulars, en donació o cessió, com a conseqüència d'acords entre els propietaris i la Diputació. A més, es van iniciar els treballs tècnics per al tractament de les fotografies fent duplicats dels suports més antics (plaques de vidre) i la seva digitalització. El 1998 la seva web, tot i estar en construcció, era considerada com el millor arxiu d'imatges espanyol.